# Gemini 8

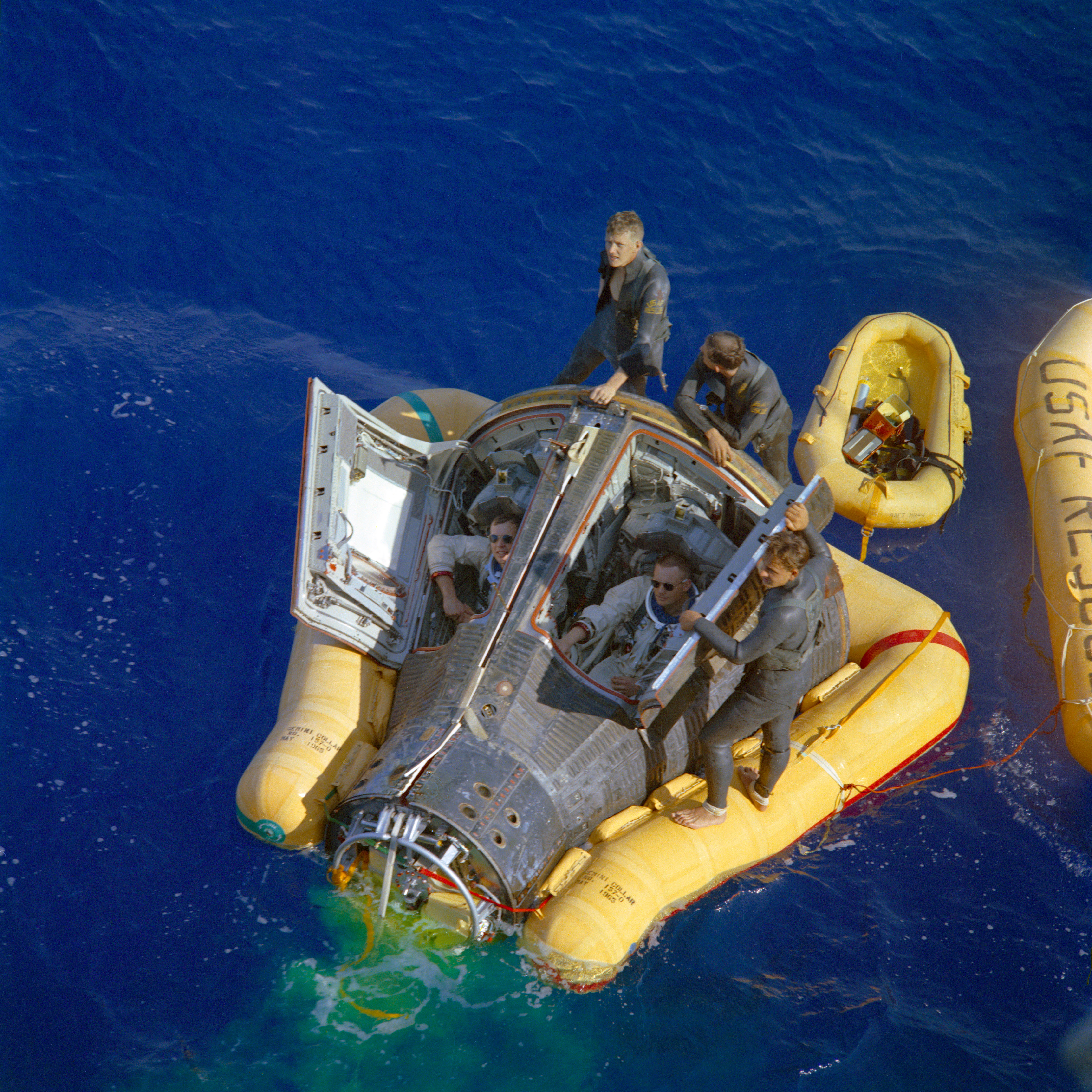
Gemini 8 na de landing in de oceaan.

Gemini 8 was de zesde van tien bemande ruimtevluchten in het kader van het Amerikaanse Geminiprogramma. De Gemini 8 voerde de eerste koppeling met een ander ruimtevaartuig uit.

## Doel
Een doel van de vlucht was meer ervaring op te doen met het uitvoeren van een wandeling in de ruimte. Tot dan toe had alleen Edward White tijdens de vlucht Gemini 4 een ruimtewandeling van 20 minuten uitgevoerd. David Scott zou tijdens de Gemini 8-vlucht een ruimtewandeling van 2 uur uitvoeren.
Het voornaamste doel van de Gemini 8 was echter met het onbemande Agena-ruimtevaartuig te koppelen, de eerste koppeling tussen twee ruimtevaartuigen in de geschiedenis. Dit was een belangrijke oefening voor het latere Apollo-programma.

## Verloop
Vanaf de Cape Canaveral Air Force Station werd een Atlasraket met de Agena gelanceerd. Ruim anderhalf uur later vond de lancering van de Gemini 8 plaats, met aan boord gezagvoerder Neil Armstrong en piloot David Scott, die beiden voor het eerst in de ruimte vlogen. Beide lanceringen verliepen zonder problemen.
De nadering van de Gemini 8 tot de Agena en de koppeling tussen beide verliep vlekkeloos. Vervolgens konden de bemanningsleden vanuit de Gemini 8 de raketmotoren van de Agena bedienen, en zodoende de twee gekoppelde ruimtevaartuigen manoeuvreren.
Maar toen Scott de opdracht gaf 90° naar rechts te draaien, merkte hij dat ze aan het rondtollen waren. Armstrong kon het draaien tegengaan met behulp van de raketmotoren van de Gemini 8, maar zodra hij daarmee stopte begon het tollen opnieuw. Ze schakelden de Agena uit, en dat verhielp het probleem voor een paar minuten. Daarna begon het tollen weer. Het vermoeden rees dat de Agena het tollen veroorzaakte. De bemanning droeg de besturing van de Agena over aan het grondstation, koppelde los, en vloog weg van de Agena.
De Gemini begon echter steeds sneller te tollen, tot een tempo van één omwenteling per seconde. Het lukte niet om met de stuurraketten het tollen te stoppen. Het enige wat er nog opzat, was het systeem van stuurraketten uit te zetten, en met behulp van de raketten van het terugkeersysteem het ruimtevaartuig te stabiliseren. Dat lukte. Toen het systeem van stuurraketten weer even werd aangezet, en de stuurraketten een voor een werden getest, bleek dat één stuurraket (nummer 8) niet meer kon worden uitgeschakeld nadat hij werd aangezet. Dat was dus de oorzaak van het rondtollen.
Dit betekende dat de rest van de missie niet meer kon worden uitgevoerd (dus ook niet de geplande ruimtewandeling), en dat de landing bij de eerstvolgende mogelijkheid moest worden ingezet. Het oorspronkelijke plan was na een vlucht van drie dagen in de Atlantische Oceaan te landen. Ze vlogen echter nog eenmaal rond de aarde, en ondertussen voer in allerijl een marineschip naar de gewijzigde landingsplaats, dat inmiddels volgens berekening in de Grote Oceaan bleek te zijn. De Gemini 8 landde 800 kilometer ten oosten van Okinawa, en 1000 ten zuiden van Yokosuka (Japan).
De capsule van de Gemini 8 wordt tentoongesteld in het Neil Armstrong Museum in Wapakoneta, Ohio, Verenigde Staten.